# 5e corps de cavalerie (Grande Armée)
Le 5e corps de cavalerie de la Grande Armée est une formation militaire française du Premier Empire, en service durant les guerres napoléoniennes de 1813 à 1814. Ce corps est mis sur pied par Napoléon lors de l'armistice de l'été 1813 et est engagé aux batailles de Dresde et de Leipzig. Il est d'abord commandé par le général Samuel Lhéritier de Chézelles avant que ce dernier soit remplacé par Pierre Claude Pajol. Après la blessure de Pajol à Leipzig, c'est le général Jean-Baptiste Milhaud qui dirige le 5e corps de cavalerie à Hanau en 1813 et à Brienne, La Rothière, Mormant, Fère-Champenoise et Paris en 1814.

## Historique

### 1813
Après la désastreuse campagne de Russie de 1812, Napoléon doit reconstituer une armée en Allemagne. Au 1er mai 1813, l'Empereur est parvenu à rassembler 226 177 soldats et 457 pièces d'artillerie, mais sa cavalerie reste un point faible ; entre la mi-avril et le 1er mai, cette dernière est répartie entre les Ier, IIe et IIIe corps de cavalerie, alignant respectivement 3 515, 3 293 et 3 895 sabres. Le 25 mars, le général de brigade Jean Antoine de Collaert prend le commandement de la 1re brigade de la 4e division de cavalerie du général de division Samuel Lhéritier de Chézelles, au sein du IIIe corps de cavalerie du général de division Jean-Thomas Arrighi de Casanova. Après une réorganisation, cette division est affectée au Ve corps de cavalerie le 10 août. Depuis ce jour jusqu'au 5 octobre, Collaert commande par intérim la 5e division de dragons. 

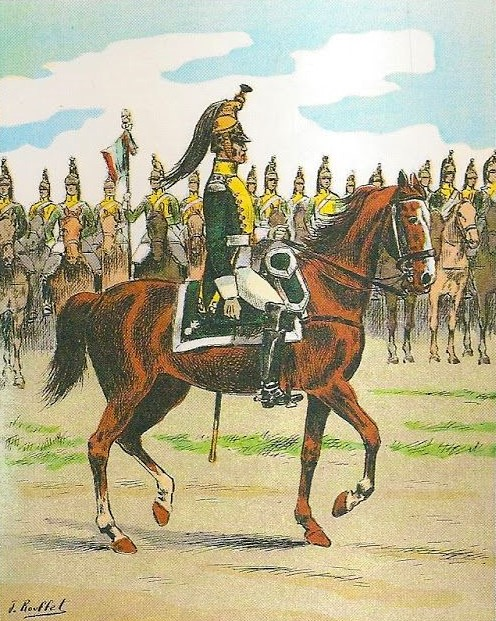
Capitaine du 19e régiment de dragons en 1813, par Jules Rouffet.

L'armistice d'été prend fin le 17 août 1813. À cette date, Lhéritier commande le Ve corps de cavalerie fort d'environ 4 000 cavaliers répartis en 20 escadrons et appuyés par six bouches à feu. Le corps de Lhéritier est initialement déployé du côté de Dresde avec le XIVe corps d'armée du maréchal Laurent de Gouvion-Saint-Cyr. Alors que l'armée coalisée de Bohême s'avance par le sud, le Ve corps de cavalerie couvre le flanc gauche des troupes de Gouvion-Saint-Cyr lors de leur retraite. Le 25 août, Lhéritier perd trois canons dans une escarmouche avec la cavalerie russe sous les murs de Dresde. 
Le corps de Lhéritier participe à la bataille de Dresde les 26 et 27 août 1813. Au cours de ce combat, ses trois divisions sont commandées par les généraux de brigade Stanislas Klicki, Jean Antoine de Collaert et Auguste Gourlez de La Motte. Klicki dirige la 9e division de cavalerie légère, Collaert la 5e division de dragons et Lamotte la 6e division de dragons. À la même période, le général de division Pierre Claude Pajol commande la 10e division de cavalerie légère appartenant au corps de Gouvion-Saint-Cyr, avec sous ses ordres douze escadrons (quatre français, quatre italiens et quatre polonais). Le 26 août, Pajol semble avoir pris la tête du corps de Lhéritier en plus de sa propre division car une source affirme qu'il a sous sa responsabilité 46 escadrons, auxquels s'ajoutent les 78 escadrons supplémentaires du général de division Victor de Fay de Latour-Maubourg, commandant le Ier corps de cavalerie. Cette masse de chevaux imposante se déploie à l'est de la ville dans le faubourg de Friederichstadt. La même source ne mentionne toutefois que 68 escadrons sous les ordres de Latour-Maubourg et de Pajol pour la journée du 27. Dès 6 h du matin, la cavalerie, soutenue par le IIe corps du maréchal Claude-Victor Perrin, entre en action contre l'aile gauche autrichienne inférieure en nombre. L'attaque est un succès complet et à 14 h, les troupes autrichiennes sont quasiment anéanties, laissant 15 000 prisonniers aux mains des Français. Au sein du Ve corps de cavalerie, seuls les 26e et 27e régiments de chasseurs à cheval ainsi que le 19e régiment de dragons sont engagés.

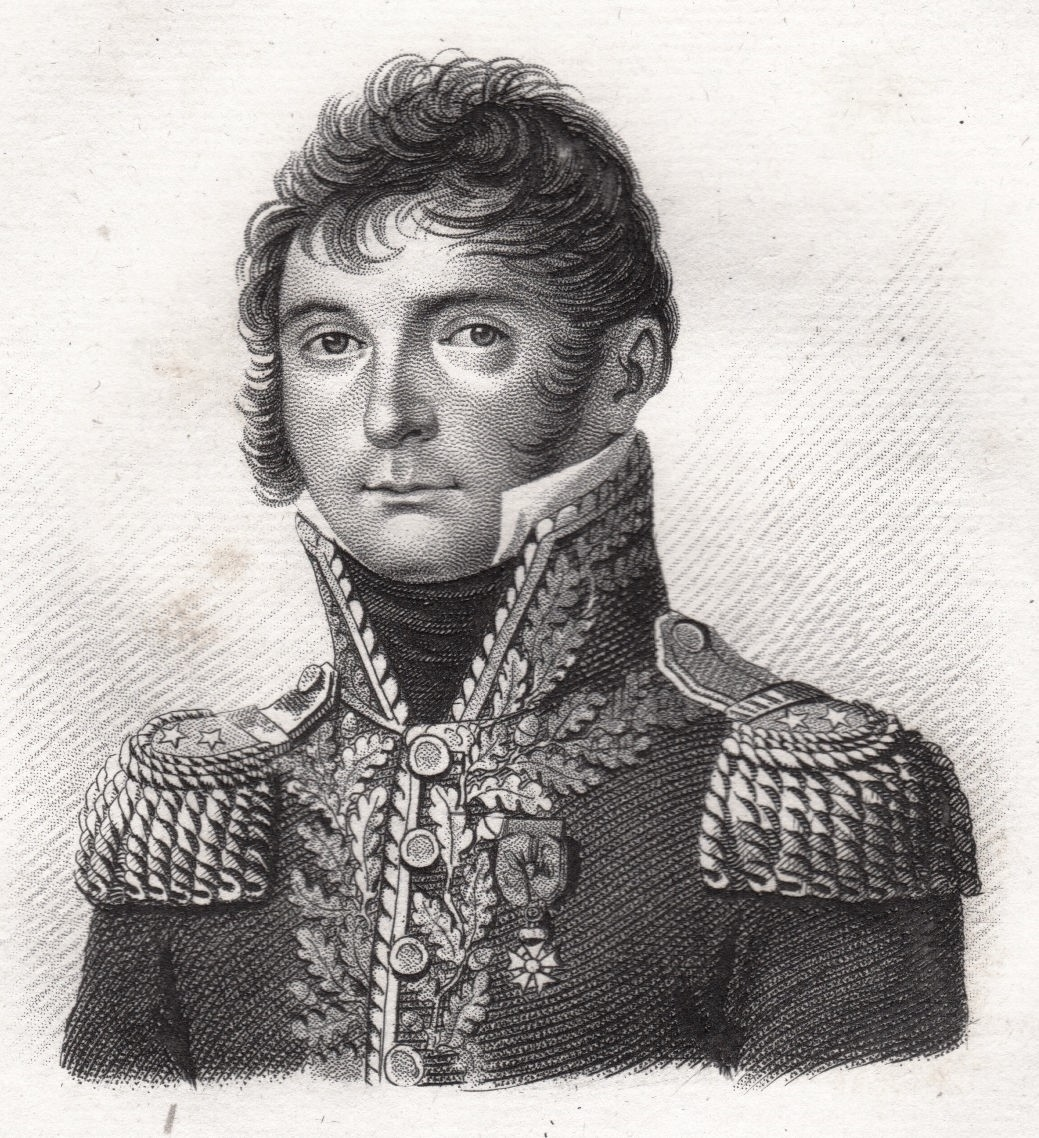
Le général de division Samuel Lhéritier de Chézelles.

Le 26 septembre 1813, le Ve corps de cavalerie, toujours commandé par Lhéritier, se trouve à Grossenhain. Le 2 octobre, il est placé sous les ordres du maréchal Joachim Murat aux côtés des IIe, Ve et VIIIe corps de la Grande Armée. Murat est envoyé sur Freiberg pour arrêter la progression de l'armée de Bohême. Le 14, le roi de Naples livre bataille au sud de Leipzig à Liebertwolkwitz avec 32 400 fantassins, 9 800 cavaliers et 156 canons. Les forces en présence du côté français comprennent, outre les troupes commandées par Murat, le IVe corps de cavalerie et une division du Ier corps de cavalerie. La bataille s'achève de façon indécise, chacun des deux belligérants se maintenant sur ses positions. Le Ve corps de cavalerie, désormais placé sous le commandement de Pajol, est tellement « malmené » qu'il est mis temporairement hors de combat. 
Lors de la bataille de Leipzig, du 16 au 19 octobre, Pajol commande trois divisions menées par les généraux Jacques-Gervais Subervie, Lhéritier et Jean-Baptiste Milhaud. Subervie dirige la 9e division de cavalerie légère et Lhéritier et Milhaud respectivement les 5e et 6e divisions de cavalerie lourde. Dans la matinée du 16, les Ier et Ve corps de cavalerie ainsi que la cavalerie de la Garde impériale sont placés en réserve dans le secteur sud. Le 18 octobre, le Ve corps de cavalerie appuie le mouvement du IIe corps au sud de Leipzig. Ce même jour, à 4 h de l'après-midi, les Ier, IIIe et Ve corps de cavalerie sont retirés du champ de bataille. Pajol figure parmi les blessés et son commandement est relevé par Milhaud.
Au cours de la retraite qui suit la défaite de Leipzig, Milhaud et Lhéritier combattent le 22 octobre à Eckartsberga à la tête des 15e et 18e dragons, repoussant le IIIe corps d'armée du Feldzeugmeister Ignácz Gyulay alors que celui-ci tente de couper la ligne de retraite française. Les 19e et 20e dragons ainsi que les 14e et 27e chasseurs à cheval du Ve corps de cavalerie participent à la bataille de Hanau les 30 et 31 octobre 1813. À la fin du mois de novembre, la cavalerie de Milhaud couvre la rive gauche du Rhin depuis Mayence au nord jusqu'à Landau au sud. Le corps compte à ce moment 3 973 cavaliers dont 300 patrouillent quotidiennement le long du fleuve entre Mayence et Worms. Les 24 et 31 décembre, la cavalerie de Milhaud repousse le « corps volant » du colonel Scheibler lors des combats de Sainte-Croix-en-Plaine.

### 1814

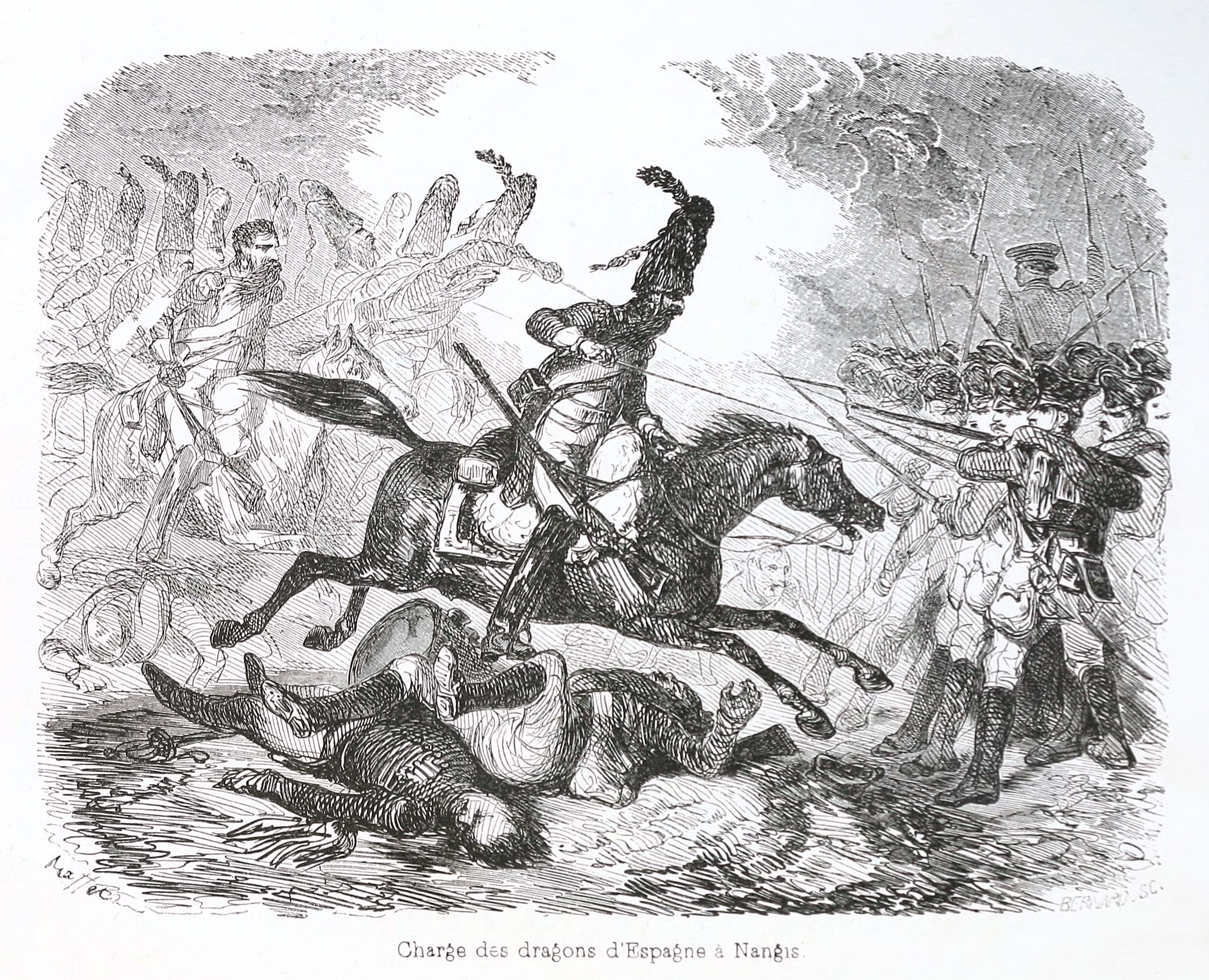
Charge des dragons d'Espagne pendant la campagne de 1814, par Auguste Raffet.

À la fin du mois de janvier 1814, les armées alliées dispersent les maigres troupes déployées à la frontière et pénètrent sur le territoire français. Napoléon décide de marcher à leur rencontre avec la Garde impériale, les IIe et IVe corps d'armée et les Ier et Ve corps de cavalerie, soit un total d'environ 33 000 fantassins et 8 000 cavaliers. Lors d'un affrontement à Saint-Dizier le 27 janvier, 2 100 cavaliers du corps de Milhaud battent 1 500 hommes de la 2e division de hussards russe. Les unités françaises impliquées dans ce combat sont le 5e chevau-légers lanciers, les 10e et 26e chasseurs à cheval et les 2e, 11e, 13e et 19e dragons. Deux jours plus tard a lieu la bataille de Brienne ; le Ve corps de cavalerie y débute l'attaque. Chargé du commandement de toute la cavalerie, le général de division Emmanuel de Grouchy place la division de cavalerie légère du général Hippolyte Piré à gauche, les dragons de Lhéritier au centre et une partie de la cavalerie de la Garde impériale sur la droite. Peu avant 15 h, les cavaliers français se précipitent en avant et repoussent la cavalerie russe du général Pahlen. Dans leur poursuite, les dragons de Lhéritier et du général André Briche se heurtent à trois bataillons russes formés en carré et sont refoulés à leur tour. La cavalerie est ensuite déployée à l'aile droite française jusqu'à la fin de la bataille. Le Ve corps de cavalerie de Milhaud combat également à la bataille de La Rothière le 1er février, lorsque Napoléon décide en fin de journée de l'engager afin de couvrir le repli de son armée vaincue.
Le 6 février 1814, le maréchal Étienne Macdonald signale que sa cavalerie est en mauvais état. Il écrit ainsi que le Ve corps de cavalerie n'aligne plus que 800 sabres, soit la moitié de son effectif théorique. Le IIIe corps de cavalerie ne compte plus que 500 hommes et le IIe entre 800 et 900 cavaliers. Le 10, les IIIe et Ve corps de cavalerie sont regroupés à Meaux avec le général Antoine Louis Decrest de Saint-Germain pour protéger le franchissement d'une rivière. Cette force combinée comprend au total 2 000 cavaliers et cinq canons. Milhaud commande les divisions Piré et Briche à la bataille de Mormant le 17 février. La division Lhéritier est transférée à la même période au VIe corps de cavalerie nouvellement créé. Le Ve corps de cavalerie participe encore sous les ordres de Milhaud à la bataille de Fère-Champenoise le 25 mars. Il se compose alors du 23e chasseurs à cheval et des 5e, 6e, 21e, 25e et 26e régiments de dragons. Enfin, la 6e division de dragons du général de division Nicolas François Roussel d'Hurbal prend part à la bataille de Paris le 30 mars 1814.

## Ordre de bataille à Leipzig, 1813
Ve corps de cavalerie : général de division Pierre Claude Pajol — 5 000 hommes,

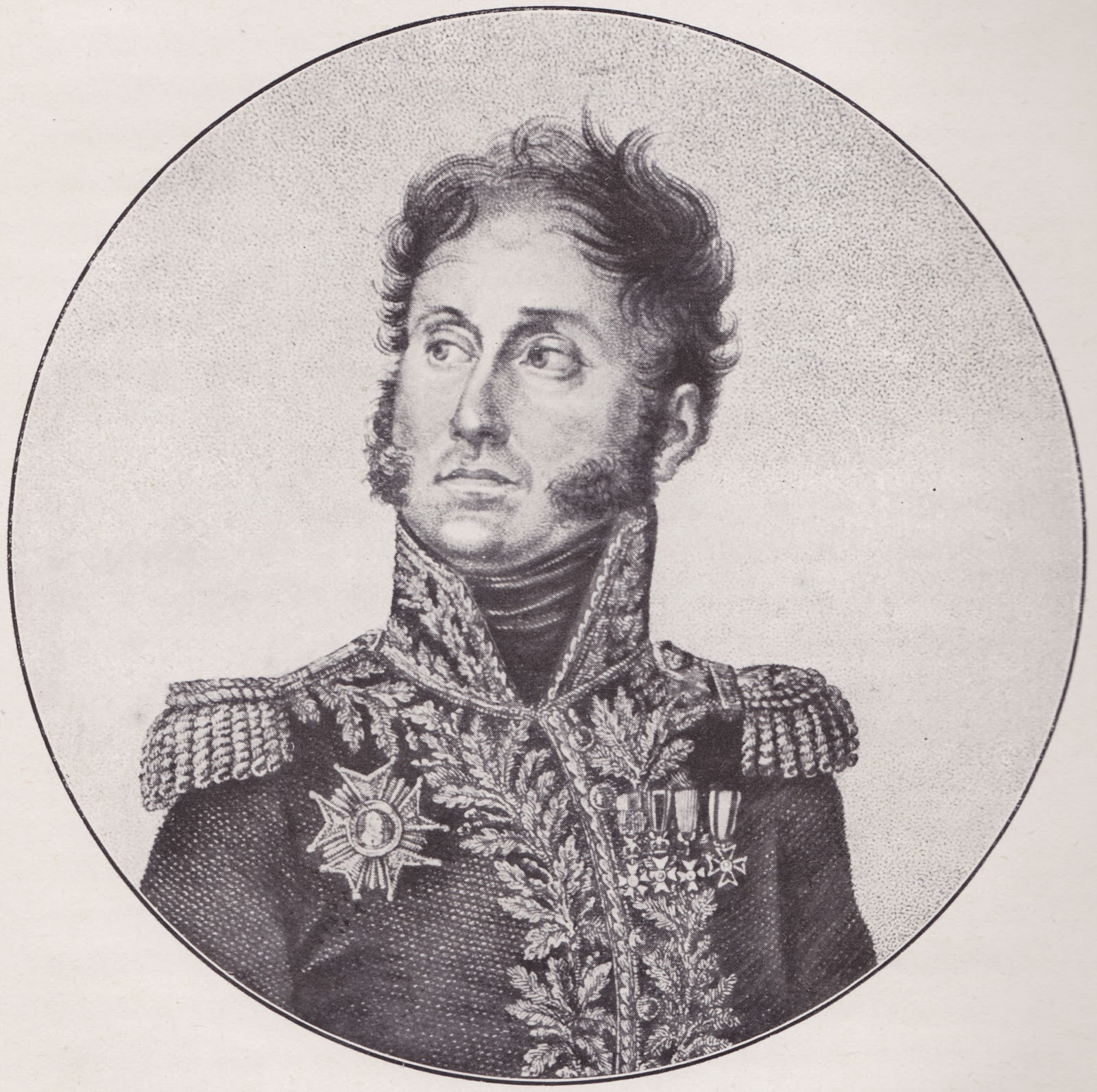
Le général de division Pierre Claude Pajol.

- 9e division de cavalerie légère : général de division Jacques-Gervais Subervie — 1 700 hommes
  - 32e brigade de cavalerie légère : général de brigade Stanislas Klicki
    - 3e régiment de hussards — 3 escadrons
    - 27e régiment de chasseurs à cheval — 4 escadrons

  - 33e brigade de cavalerie légère : général de brigade Jacques Laurent Louis Augustin Vial
    - 13e régiment de hussards — 4 escadrons
    - 14e régiment de chasseurs à cheval — 3 escadrons
    - 26e régiment de chasseurs à cheval — 3 escadrons

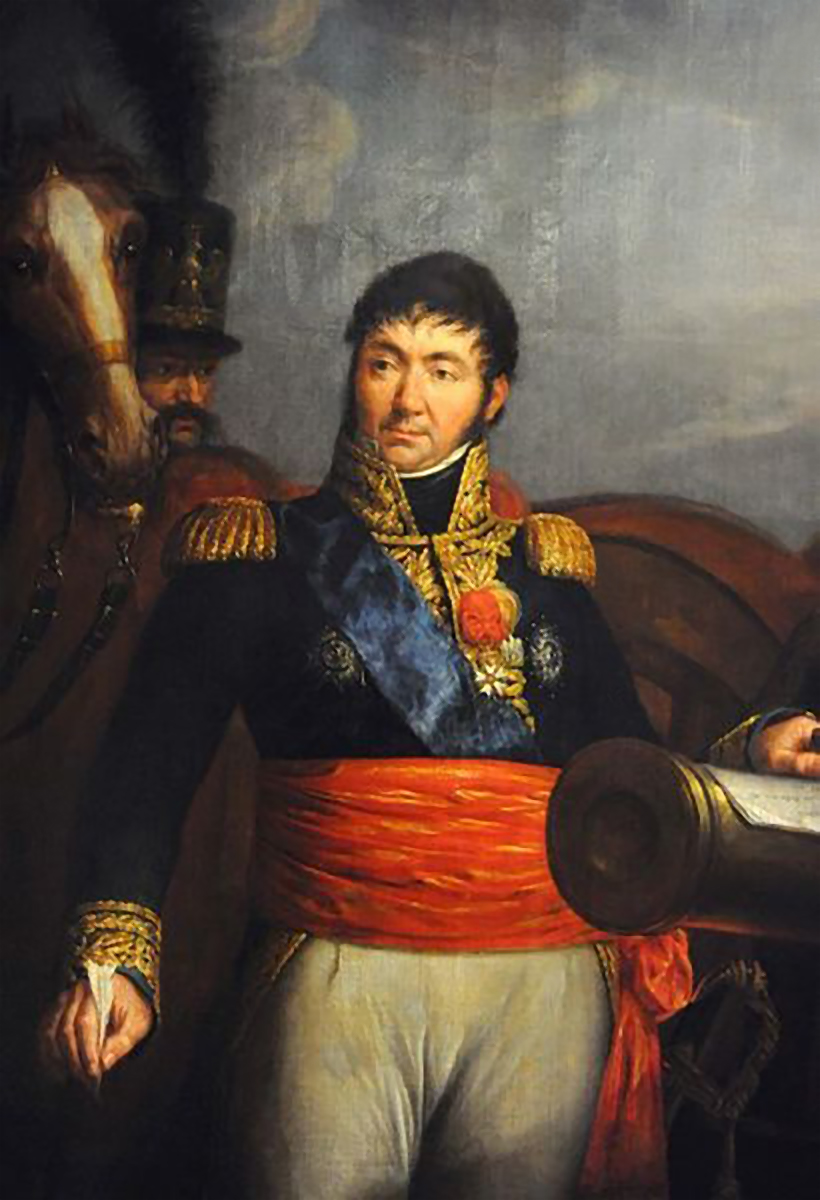
Le général de division Jean-Baptiste Milhaud.

- 5e division de grosse cavalerie : général de division Samuel Lhéritier de Chézelles — 1 700 hommes
  - Brigade de cavalerie lourde : général de brigade Mathieu Queunot
    - 2e régiment de dragons — 3 escadrons
    - 6e régiment de dragons — 4 escadrons

  - Brigade de cavalerie lourde : général de brigade Jean Antoine de Collaert
    - 11e régiment de dragons — 4 escadrons
    - 13e régiment de dragons — 2 escadrons
    - 15e régiment de dragons — 3 escadrons

- 6e division de grosse cavalerie : général de division Jean-Baptiste Milhaud — 1 600 hommes
  - Brigade de cavalerie lourde : général de brigade Auguste Étienne Marie Gourlez de Lamotte
    - 18e régiment de dragons — 2 escadrons
    - 19e régiment de dragons — 2 escadrons
    - 20e régiment de dragons — 3 escadrons

  - Brigade de cavalerie lourde : général de brigade Gabriel Gaspard Achille Adolphe Bernon de Montélégier
    - 22e régiment de dragons — 3 escadrons
    - 25e régiment de dragons — 4 escadrons
- Artillerie
  - Artillerie à cheval — 11 canons